# 알무스타심
아부 아흐마드 압드 알라 이븐 알무스탄시르 빌라흐(아랍어: أبو أحمد عبد الله بن المستنصر بالله)는 아바스 왕조의 제 37대 칼리파이자 바그다드에서 통치한 마지막 아바스 칼리파였다. 그의 치세에 훌라구가 이끄는 몽골군의 대규모 침공이 있었다.